# Euglossa dressleri
Euglossa dressleri är en biart som beskrevs av Jesus Santiago Moure 1968. Euglossa dressleri ingår i släktet Euglossa, tribus orkidébin, och familjen långtungebin. Inga underarter finns listade.

## Bildgalleri

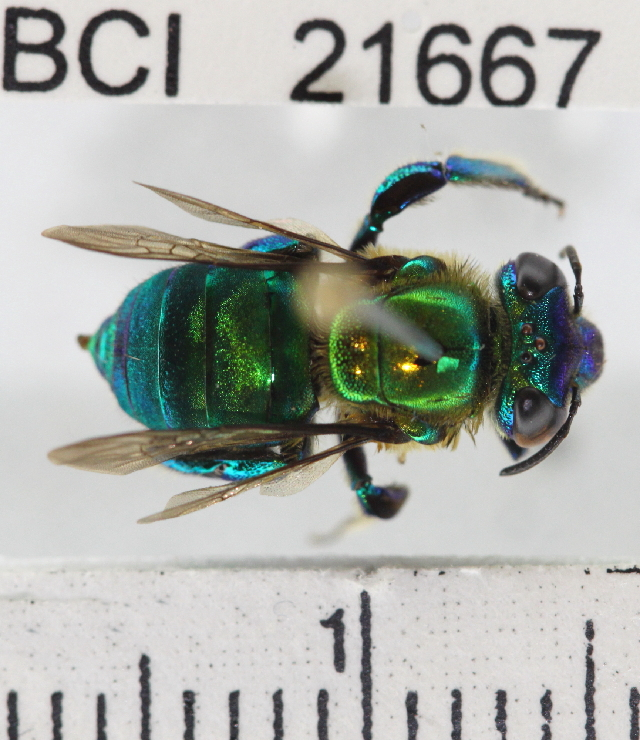